# Mise en Cadre
Mise en Cadre (franz.: „in einen Rahmen bringen“) beschreibt bei der Filmproduktion die von der Kamera eingefangenen Bildausschnitte bezüglich Einstellungsgrößen und -weiten, Veränderung der Einstellungsgrößen („Zoom“), Kameraposition und -bewegung (Schwenk, Fahrt). Das Mise en Cadre wird durch das Kamerateam ausgeführt.